# Membraanpomp

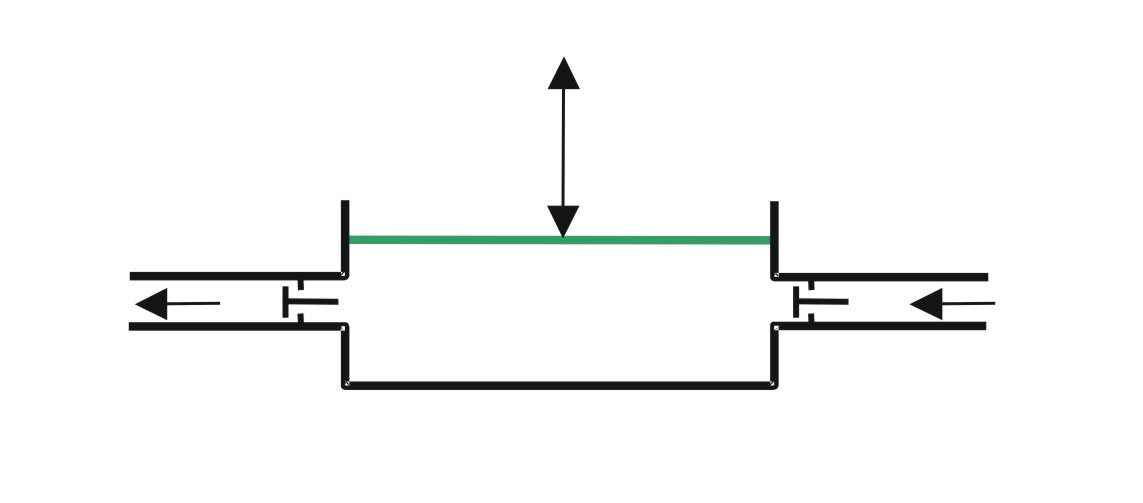
Principe schema van de membraanpomp (membraan: groen)

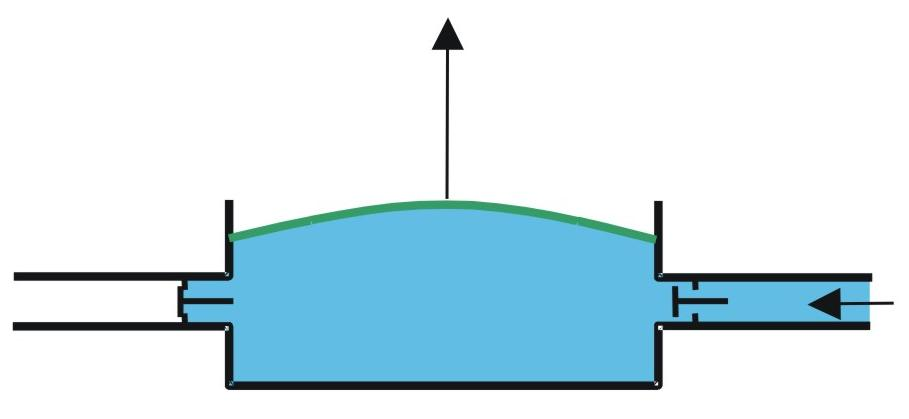
Zuigwerking

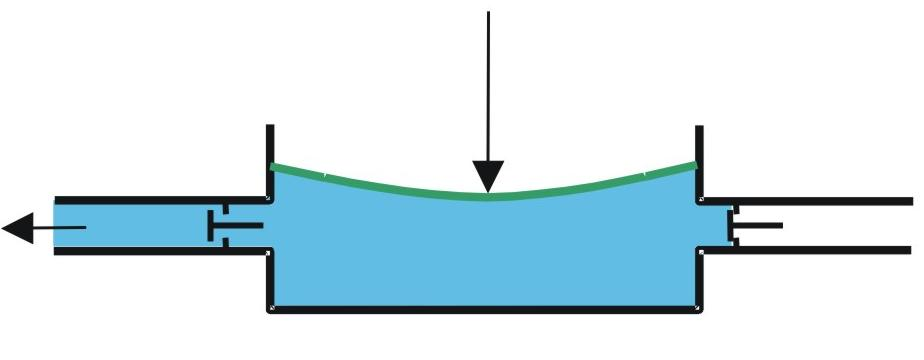
Perswerking

Een membraanpomp is een type pomp behorend tot de groep verdringerpompen, die gebruikt wordt voor het verpompen van gevaarlijke vloeistoffen of fluïda zoals zuurstof, die in geen geval met de olie nodig voor het smeren van de lagers in contact mogen komen. Een soepel membraan wordt door een zuiger op en neer bewogen en zo ontstaat een volumeverandering die gebruikt wordt om de vloeistof te verpompen. Twee terugslagventielen zorgen er voor dat het medium maar één kant op kan stromen. 
Kenmerkend voor een membraanpomp is de pulserende vloeistofstroom. Dit kan in de praktijk leiden tot hoge drukken in de leidingen. Waterslag en trillende leidingen zijn dan ook een bekend fenomeen bij dit type pompen. Door hiervoor een expansievat of pulsatiedempers in de toe- en afvoerleidingen op te nemen kunnen veelal deze negatieve zaken (voor de installatie) worden opgeheven. 
Een speciale membraanpomp is de luchtgedreven membraanpomp. Zij haalt haar energie uit perslucht. Daarmee wordt ook de maximale persdruk beperkt aangezien deze nooit hoger kan zijn dan de druk in de persluchtleiding. Gezien het hoge luchtverbruik is deze vorm in aanschaf weliswaar relatief goedkoop maar is het gebruik hiervan door het gebruik van "dure perslucht" vrij kostbaar.
De techniek komt overeen met die van de diafragmacompressor.